# Biondia hemsleyana
Biondia hemsleyana là một loài thực vật có hoa trong họ La bố ma. Loài này được (Warb.) Tsiang mô tả khoa học đầu tiên năm 1941.